# Іван Дем'яненко
Іван Дем'яненко (23 квітня 1989) — узбецький плавець.
Учасник Олімпійських Ігор 2008 року.